# Oreodera cretifera
Oreodera cretifera là một loài bọ cánh cứng trong họ Cerambycidae.